# Pedro Acevedo-Rodríguez
Pedro Acevedo-Rodríguez ( 1954 - ) es un botánico portorriqueño, que trabaja como investigador y curador del "Departamento. de Botánica", Museo Nacional de Historia Natural de la Institución Smithsoniana, Smithsonian Institution
Se educó en la Universidad de Puerto Rico, Mayagüez, Puerto Rico, obteniendo su B.S. en mayo de 1977. Y su Ph.D., en la City University of New York, New York, en mayo de 1989, con la disertación The systematic of Serjania sect Platycoccus (Sapindaceae).

## Algunas publicaciones
- Buerki, S, Forest, F, Acevedo-Rodríguez, P, Callmander, MW, Nylander, JAA, Harrington, M, Sanmartín, I, Küpfer, P, Álvarez, N. 2009. Plastid and nuclear DNA markers reveal intricate relationships at subfamilial and tribal levels in the soapberry family (Sapindaceae) Archivado el 30 de julio de 2009 en Wayback Machine.. Molecular phylogenetics and evolution 51(2): 238-258
- Acevedo-Rodríguez, P; Strong, MT. 2008. Floristic richness and affinities in the West Indies. Botanical Review 74(1): 5-36
- Maunder, M, Leiva, A, Santiago-Valentin, E, Stevenson, DW, Acevedo-Rodríguez, P, Meerow, AW, Mejia, M, Clubbe, C; Francisco-Ortega, J. 2008. Plant conservation in the Caribbean Island biodiversity hotspot. Botanical Review 74(1): 197-207
- Acevedo-Rodríguez, P. 2007. The extant botanical collections and nomenclatural types of Agustin Stahl, Puerto Rican botanist. Caribbean Journal of Science 43(2): 189-199
- Acevedo-Rodríguez, P; Beck, HT. 2007. "Sapindaceae; Checklist of the Plants of the Guiana Shield (Venezuela: Amazonas, Bolivar, Delta Amacuro; Guyana, Surinam, French Guiana)". pp. 511-515 en Funk, VA, Hollowell, T, Berry, PE, Kelloff, C; Alexander, SN (eds.) Washington D. C.: Contributions from the United States National Herbarium
- Ferrucci, MS; Acevedo-Rodríguez, P. 2005. Three new species of Serjania (Sapindaceae) from South America. Systematic Botany 30(1): 153-162

### Libros
- Acevedo-Rodríguez, P; Strong, MT. 2005. Monocots and Gymnosperms of Puerto Rico and the Virgin Islands. Contrb. U.S. Natl. Herb. 52. 415 pp.
- Acevedo-Rodríguez, P. 2005. Vines and climbing plants of Puerto Rico and the Virgin Islands. Contrb. U.S. Natl. Herb. 483 pp.
- Acevedo-Rodríguez, P. 2005. "Sapindaceae". pp. 46-66 en Steyermark, JA, Berry, PE, Yatskievych, K; Holst, BK. (eds.) Flora of the Venezuelan Guayana. Vol 9. Rutaceae-Zygophyllaceae
- Acevedo-Rodríguez, Pedro; Strong, Mark T. (2005). «Monocots and Gymnosperms of Puerto Rico and the Virgin Islands». Contributions of the United States National Herbarium 52: 1-405.
- Acevedo-Rodríguez, P. 2003. Bejucos y plantas trepadoras de Puerto Rico e Islas Vírgenes. Smithsonian Institution, Department of Botany. 491 pp.
- Acevedo-Rodríguez, P. 1996. Flora of St. John, U.S. Virgin Islands. New York Botanical Garden. 581 pp.
- Acevedo-Rodríguez, P; Woodbury, RO. 1985. Los Bejucos de Puerto Rico, Vol. 1 (The Vines of Puerto Rico, a field guide). USDA, Forest Service Station, Southern Forest Experimental Station. 332 pp.

- La abreviatura «Acev.-Rodr.» se emplea para indicar a Pedro Acevedo-Rodríguez como autoridad en la descripción y clasificación científica de los vegetales.[2]